# Terminalia oliveri
Terminalia oliveri är en tvåhjärtbladig växtart som beskrevs av Brandis.. Terminalia oliveri ingår i släktet Terminalia och familjen Combretaceae. Inga underarter finns listade i Catalogue of Life.